# جان پائولو مونتالی
جان پائولو مونتالی (انگلیسی: Gian Paolo Montali) به انگلیسی جیان پائولو مونتالی (زاده ۱۸ ژانویه ۱۹۶۰ در پارما) مربی والیبال، استاد دانشگاه و مدیر ورزشی فوتبال اهل ایتالیا است. مونتالی از سال ۲۰۰۲ تا اکتبر ۲۰۰۷ سرمربی تیم ملی والیبال ایتالیا بود که توانست ایتالیا را به مدال نقره المپیک ۲۰۰۴ آتن برساند و همچنین دو قهرمانی اروپا، دو نقره لیگ جهانی و یک برنز جام بزرگ قهرمانان جهان از دست‌آوردهای او در زمان هدایت ایتالیا است. مونتالی از سال ۲۰۰۵ تا ۲۰۰۹ نیز مدیر باشگاه باشگاه یوونتوس و از ۲۰۰۸ تا ۲۰۱۱ مدیر باشگاه رم بود. مونتالی همچنین در بخش تفسیر ورزش و چاپ و انتشارات و تدریس دانشگاهی هم فعالیت دارد.
جان در رده باشگاهی تا به حال به عنوان مربی دست آورد های همچون چهار قهرمانی سری آ، یک قهرمانی لیگ قهرمانان اروپا، چهار قهرمانی جام کنفدراسیون اروپا، سه قهرمانی سوپر جام اروپا و دو قهرمانی جام حذفی ایتالیا و دو قهرمانی لیگ یونان را در کارنامه خود دارد.